# ČT :D
ČT :D (hovorově Déčko) je televizní stanice České televize, která je určena dětským divákům mezi čtyřmi a dvanácti lety věku. Své vysílání zahájila 31. srpna 2013 společně s kulturním kanálem ČT art, s nímž sdílí vysílací pozici.

## Historie
Kanál pro mladé diváky byl součástí kandidátského projektu Petra Dvořáka na pozici generálního ředitele České televize. V září 2012 byl výkonným ředitelem nové stanice jmenován Petr Koliha, bývalý umělecký ředitel zlínského filmového festivalu pro děti a mládež, o tři měsíce později se kreativní producentkou pro dětskou tvorbu stala Barbara Johnsonová. Díky přesunu dětských a kulturních pořadů ze stanice ČT2 na nové ČT :D a ČT art se měla ČT2 začít více zaměřovat na vzdělávací a poznávací pořady a zvýšit počet odvysílaných českých dokumentů.
Pracovně byl připravovaný kanál označován jako ČT3. Česká televize si u Úřadu průmyslového vlastnictví postupně registrovala možné názvy a grafické podoby loga. Mezi tyto návrhy patřily ČT Juni, ČT D, ČT děti, ČT ahoj, ČT mini, mini ČT, ČT hele a zvolený ČT :D, který má symbolizovat úsměv.
Vysílání nového dětského kanálu ČT :D bylo zahájeno 31. srpna 2013. Stanice je v provozu denně od 6.00 do 20.00, mezi osmou hodinou večerní a šestou ranní (původně pouze přibližně do 2.00) je na stejné vysílací pozici šířen kulturní kanál ČT art. V roce 2013 Česká televize uvažovala, že výhledově by se ČT :D a ČT art měly stát samostatnými a plnohodnotnými televizními stanicemi.

## Programová skladba
ČT :D je určena pro dvě divácké skupiny, a to pro děti ve věku 4–8 let (57 % vysílání) a pro děti ve školním věku 8–12 let (43 % vysílání).

### Diváci ve věku 4–8 let
- Dramatika – pohádky a dětské filmy
- Zábava – Kouzelná školka, Studio Kamarád, Draci v hrnci
- Animace – Večerníček a zahraniční animované pořady
- Sport – cvičení
- Vzdělávání – např. pořady Šikulové, Moudronos, Kostičky, Ty Brďo!
- Dokumenty – zahraniční dokumenty o zvířatech
- Zpravodajství – Zprávičky
- Publicistika – Táto, mámo, co budeme dnes dělat?[1]

### Diváci ve věku 8–12 let
Pořady od 8 let obsahují nahoře vpravo značku 8+.
- Dramatika – pohádky, dětské filmy a původní seriály (Mazalové, Špačkovi v síti času)
- Zábava – Bludiště
- Animace – zahraniční animované pořady
- Sport – Lvíčata, cvičení, zahraniční sportovní pořady (např. Nejlepší zvítězí)
- Vzdělávání – např. pořady Tajemství vědy a techniky, Planeta YÓ a Záhady Toma Wizarda
- Dokumenty – zahraniční dokumentární seriály a akční cestopisy
- Zpravodajství – Zprávičky
- Publicistika – Máme rádi zvířata[1]
- Medicína  – Operace JAUU!

## Způsob vysílání
Od 9. října 2013 do 31. března 2018 šířila stanice svůj signál v celoplošném multiplexu 3 ve standardu DVB-T, jeho pozici převzal nově vzniklý kanál Prima Krimi. Od 24. dubna 2018 byl ČT :D/art dostupný v multiplexu 1. Digitální vysílání DVB-T bylo ukončeno 30. září 2020. Od 29. března 2018 vysílá ČT :D ve vysokém rozlišení v multiplexu 21 ve standardu DVB-T2. Dvojkanál ČT :D / ČT art HD je také dostupný přes satelit, kabelovou televizi a IPTV.

## Kritika
Po spuštění vysílání se stal program ČT :D a potažmo i sesterský program ČT art, které byly vysílány na multiplexu 1a, terčem kritiky kvůli nemožnosti tento program naladit. Jako nejčastější důvody jsou uváděny nedostatečné pokrytí signálem nebo potřebná změna v anténním systému. Podle serveru Lidovky.cz bylo avizované pokrytí 80 % území Česka signálem multiplexu 1a nereálné, navíc i v oblastech, kde toto pokrytí již bylo, bylo nutno buď zakoupit novou anténu, nebo stávající anténu přesměrovat ke zdroji signálu, což však mohlo znamenat, že zas ztratí signál z ostatních multiplexů. Předsedkyně Asociace režisérů a scenáristů Ljuba Václavová napsala stížnost předsedovi Rady ČT Milanu Uhdemu, aby tuto situaci vysvětlil.

## Kulturní akce
Česká televize pořádá pod hlavičkou ČT :D následující kulturní akce: 
- každoroční letní soutěž, ve které lidi navštěvují hrady, zámky a další památky; u daného místa si člověk vyzvedne kód a ten zadá do aplikace, kterou Česká televize dá ke stažení na Obchodu play.
- den otevřených dveřích – den, kdy se lze podívat do zákulisí vybraných pořadů ČT :D
- Déčko v centru vědy – akce, kdy lze navštívit centra vědy s pestrým programem
- Déčkopárty – oslava narozenin Déčka